# Anita Fetzer
Anita Fetzer (* 1958 in Ludwigsburg) ist eine deutsche Sprachwissenschaftlerin. Sie hat die Professur für angewandte Sprachwissenschaft / Anglistik an der Universität Augsburg inne.

## Leben
Anita Fetzer studierte Germanistik und Anglistik für das höhere Lehramt in Stuttgart. Später promovierte sie an der Universität Stuttgart und wurde dort 2003 auch habilitiert.
Sie nahm 2002 einen Ruf auf ihre erste Professur für Englische Sprache und ihre Didaktik mit dem Schwerpunkt Sprachwissenschaft an der Leuphana Universität Lüneburg an. Im Jahr 2009 folgte sie einem Ruf an die Universität Würzburg und übernahm dort die Professur für englische Sprachwissenschaft. Seit 2012 lehrt sie an der Universität Augsburg.

## Forschungsschwerpunkte
Zu den Forschungsschwerpunkten von Anita Fetzer zählen die Diskursanalyse, die Diskursgrammatik und die Pragmatik. 
Sie ist Associate Editor der sprachwissenschaftlichen Fachbuchreihe Pragmatics & Beyond und Mitglied in etlichen Gutachterräten sprachwissenschaftlicher Fachzeitungen (z. B. Functions of Language, Journal of Language and Politics, Text and Talk, Topics in Linguistics).

## Publikationen (Auswahl)
- Anita Fetzer: Recontextualizing context: grammaticality meets appropriateness. John Benjamins, Amsterdam 2004, ISBN 978-90-272-5363-7.
- Anita Fetzer: The expression of non-alignment in British and German political interviews: preferred and dispreferred variants. In: Functions of Language: Special Issue, Jahrgang 15, Ausgabe 1, 2008, ISSN 0929-998X, S. 35–63.
- Anita Fetzer, Elda Weizman, Lawrence N. Berlin (Hrsg.): The Dynamics of Political Discourse: Forms and Functions of Follow-Ups. John Benjamins, Amsterdam, 2015, ISBN 978-90-272-5664-5.
- Anita Fetzer: "And I quote": forms and functions of quotations in Prime Minister's questions. In: Journal of Pragmatics, Jahrgang 157, 2020, ISSN 0378-2166, S. 89–100.
- Anita Fetzer: For (…) a leader like this Prime Minister to talk about morals and morality is a disgrace’: offensive action, uptake and moral implications in the context of parliamentary debates. In: Language & Communication, Jahrgang 87, ISSN 0271-5309, 2022, S. 135–146.